# Häbbersträsket (Piteå socken, Norrbotten, 725785-170086)
Häbbersträsket är en sjö i Piteå kommun i Norrbotten och ingår i Byskeälvens huvudavrinningsområde. Sjön har en area på 0,0974 kvadratkilometer och ligger 286 meter över havet.

## Delavrinningsområde
Häbbersträsket ingår i det delavrinningsområde (725681-170171) som SMHI kallar för Mynnar i Långträskån. Medelhöjden är 300 meter över havet och ytan är 19,83 kvadratkilometer. Det finns inga avrinningsområden uppströms utan avrinningsområdet är högsta punkten. Vattendraget som avvattnar avrinningsområdet har biflödesordning 3, vilket innebär att vattnet flödar genom totalt 3 vattendrag innan det når havet efter 84 kilometer. Avrinningsområdet består mestadels av skog (87 procent). Avrinningsområdet har 0,19 kvadratkilometer vattenytor vilket ger det en sjöprocent på 1 procent.